# Salza (přítok Ennsu)
Salza je horská řeka v Rakousku (Štýrsko). Celková délka toku je 88 km.

## Průběh toku
Salza je nejhezčí řekou pro kajakáře v Rakousku. Salza teče všeobecně západním směrem. Protéká Mariazellem, u Großreiflingu ústí do Enže.

## Využití
Na řece je několik menších vodních elektráren. Salza je velmi známá především mezi vodáky. Sjíždí se již úsek od silničního tunelu pod přehradou Presceny Klause, ale zde je zatím širší koryto a jen menší peřeje, navíc za nižšího vodního stavu zde nemusí být dostatek vody. Většina vodáků proto zahajuje plavbu až nad Wildalpenem nebo přímo od místního kempu. Zde začíná velmi oblíbený peřejnatý úsek s obtížností WW II až III. Pod soutokem s Mendlingbachem se navíc řeka zařezává do atraktivní skalnaté soutěsky a koryto dále zužuje. Obvyklý konec je v kempu Weiberlauf krátce před soutokem s Enží. Možnost ubytování je v obou zmíněných kempech nebo ve Wildalpenu v privátech.